# Horace Barnes
Horace Barnes (ur. 3 stycznia 1891, zm. 12 września 1961) – angielski piłkarz, który występował na pozycji napastnika.

## Kariera klubowa
Karierę piłkarską rozpoczął w amatorskim klubie Wadsley Bridge, skąd w 1908 przeszedł do Derby County F.C.. W maju 1914 przeszedł za rekordową wówczas kwotę 2500 funtów do Manchesteru City, w którym zadebiutował 1 września 1914 w wygranym 4:0 spotkaniu przeciwko Bradford City, pierwszym meczu sezonu, zdobywając jedną z bramek. Podczas I wojny światowej w nieoficjalnych meczach ligowych zdobył dla City 56 bramek w 57 występach.
25 sierpnia 1923 w 68. minucie meczu z Sheffield United zdobył pierwszą, historyczną bramkę, na nowo wybudowanym stadionie Maine Road. W sumie, biorąc pod uwagę rozgrywki ligowe i pucharowe, w City zagrał w 235 meczach i zdobył 125 bramek, w tym jedenaście hat-tricków, co jest rekordem klubowym. W listopadzie 1924 przeszedł do Preston North End, zaś w połowie sezonu 1925/1926 do Oldham Athletic. Karierę piłkarską zakończył w amatorskim klubie Ashton National w 1928 roku.
Jedna z ulic nieopodal nieistniejącego już stadionu Maine Road w Manchesterze nosi nazwę Horace Barnes Close.